# Out On My Own
Out On My Own är en låt framförd av Michelle Courtens. Den är skriven av André Remkes och Dirk-Jan Vermeij.
Låten var Nederländernas bidrag i Eurovision Song Contest 2001 i Köpenhamn i Danmark. I finalen den 12 maj slutade den på artonde plats med 16 poäng.